# Andy Kerr
Andy Kerr, né le 17 mars 1962 à East Kilbride, est un homme politique. Il sert en tant que Ministre des Finances et des Services publics .

## Biographie
Andy Kerr naît en 1962 à East Kilbride. Il est diplômé du Glasgow College (aujourd'hui Université calédonienne de Glasgow), avec un BA en sciences sociales.
Président de la commission des transports et de l'environnement, il devient ministre des finances et des services publics.